# كولن كاميرون ديفيز
كولن كاميرون ديفيز (بالإسبانية: Colin Cameron Davies)‏ هو كاهن كاثوليكي إسباني، ولد في 10 يونيو 1924 في لاس بالماس دي غران كناريا في إسبانيا، وتوفي في 8 يناير 2017 بسبب مرض.